# Ponte allo Spino
Ponte allo Spino è una località del comune di Sovicille, nella provincia di Siena.

## Storia
La località si è sviluppata intorno all'omonimo ponte sul torrente Serpenna in epoca alto-medievale, dando il nome alla vicina pieve, situata poco a sud del ponte, citata già nel 1050 e che secondo la tradizione fu costruita dai monaci vallombrosiani di Torri. La località si trovava posizionata su di un'importante strada di collegamento tra la via Aurelia e la via Cassia, e fu residenza estiva del vescovo di Siena.
Nei secoli successivi Ponte allo Spino si è poi sviluppato in un borgo agricolo.

## Monumenti e luoghi d'interesse
La pieve di San Giovanni Battista, nota comunemente come pieve di Ponte allo Spino, è stata una delle principali pievi del territorio ed è uno dei maggiori esempi di romanico del contado senese. Costruita in tufo e in pietra calcarea, si presenta divisa in tre navate con tre absidi sul lato posteriore. Di fianco alla chiesa si trovano monumentali edifici in pietra, per la vita clericale, tra i quali la residenza del vescovo. Pregevoli anche la torre campanaria e l'adiacente chiostro. All'interno della chiesa è conservata una tavola di Bartolomeo Neroni.
Presso il ponte sul Serpenna si trova invece la chiesa della Compagnia della Madonna, nata agli inizi del XV secolo come piccolo oratorio della laica confraternita della Santissima Concezione, e rifatta nel 1650 per volere dei marchesi Chigi.
La località di Ponte allo Spino è servita da un proprio cimitero.